# トナリエ南千里
トナリエ南千里（トナリエみなみせんり）とは、大阪府吹田市津雲台にある、株式会社ミキシングが建設した複合商業施設である。

## 概要
阪急千里線南千里駅前に立地する。もともと、この場所には財団法人「大阪府千里センター」（現：財団法人「大阪府タウン管理財団」）の運営する駐車場があったところである。
付近には、阪急百貨店千里寮（現在マンションが立っている）や南センター専門店街がある。その中から、阪急百貨店千里寮の下にあった、「阪急オアシス」「シティドラッグ」「キャンドゥ」が、南センター専門店街にあった「サンキョー」「田村書店」などがガーデンモール南千里に移転している。

## 沿革
- 2004年12月1日 - ガーデンモール南千里開館
- 2017年5月1日 - 現名称に変更

ただし「ガーデンモール」時代のマスコットキャラクター「ガデモン」も、2025年時点でも建物内や公式サイト内にある。

## 主なテナント
☆印のテナントは、以前から「阪急百貨店千里寮下」または「南センター専門店街」にあったテナントである。
- 阪急オアシス☆
- サンキョー（スーパーマーケット）☆
- マツモトキヨシ（旧シティドラッグ（コクミングループ）☆）
- キャンドゥ☆
- くら寿司
- 田村書店☆
- サニーサイド（パン屋）☆
- パティスリー　ル・アンブル (旧・ローゼン)
- カルディ
- 美スギ

## 駐車場
第1駐車場と第2駐車場はともに有料であるが、阪急オアシスなどで買い物をすると、サービスが受けられる。